# الرشيد (بغداد)
الرشيد هي واحدة من المقاطعات الإدارية التسعة في بغداد . وتقع في جنوب بغداد على الجانب الغربي لنهر دجلة. مجاور حي المنصور من الشمال إلى النصف الغربي، وعلى الجانب الآخر يقع الطريق السريع إلى مطار بغداد.
وتشمل أحياء عديدة مثل حي العامل، البياع، الدورة، حي الجهاد، السيدية، السويب  و حي الشرطة.